# Aaron Anselmino
Aaron Anselmino (Bernardo Larroudé, 29 april 2005) is een Argentijns voetballer die bij voorkeur als centrale verdediger speelt. Hij wordt door Boca Juniors geleend van Chelsea.

## Clubcarrière
Anselmino kwam op twaalfjarige leeftijd in de jeugdacademie van Boca Juniors terecht. Op 10 juni 2023 tekende hij zijn eerste profcontract. Eén dag later debuteerde hij tegen CA Lanús. Op 8 augustus 2024 tekende hij voor zeven seizoenen bij Chelsea, dat hem het seizoen op huurbasis liet afmaken bij Boca Juniors.